# Berekfürdő
Berekfürdő község Jász-Nagykun-Szolnok vármegyében, a Karcagi járásban.

## Fekvése
Berekfürdő az Alföld nagytájegységben, a Hortobágy és Nagykunság középtáj határán fekszik, a Tiszafüred-Kunhegyesi sík Kistájában. A Hortobágy délnyugati szélén helyezkedik el. Karcag és Kunmadaras között található.
Vonattal megközelíthető a Karcag–Tiszafüred-vasútvonalon.

## Története
A nagykunsági tanyavilágban Pávai-Vajna Ferenc 1928–30-ban két kutat fúrt (mélységük 1186 és 801,7 m), melyeknek vize 1974-ben gyógyvízzé lett minősítve. Az 1930-as évek végén épültek az első nyaralók, az 50-es években kerültek kialakításra a település utcái. Jelenleg kb. 555 lakó- és kb. 546 üdülőingatlan van, valamint két gyógyszálló és 1200 vendég fogadására alkalmas kereskedelmi szálláshely. A fátyolüvegéről világhírű, Veress Zoltán által 1938-ban alapított üveggyára már nem üzemel, tulajdonosa lebontását tervezi. Berekfürdő létét nem övezik évszázados múltra visszatekintő történetek, az 1920-as években ezen a területen mindössze 5 tanya állt 35 lakossal.
A Karcag–Kunmadaras közötti területen, a Tatárülés nevezetű vasúti megállótól mindössze egy ősszel-tavasszal járhatatlan földút vezetett a pusztába. A változások viszont hihetetlen gyorsasággal követték egymást. A geológusok figyelme az 1920-as években az Alföld felé irányult, mivel úgy vélték, hogy itt gazdag szénhidrogén bázis található.
1925-ben Pávai Vajna Ferenc főgeológus vezetésével kutatásokat kezdtek. A fúrás kezdeti nehézségei után a Schmidt Eligius Róbert műszaki vezető által irányított munkálatok 1928. január 24-én sikerrel jártak.
1992-ig Karcaghoz tartozott, azóta önálló község.

## Közélete

### Polgármesterei
- 1992–1994: Dr. Hajdu Lajos (független)[3]
- 1994–1998: Dr. Kenyeres Imre (független)[4]
- 1998–2002: Dr. Hajdu Lajos (független)[5]
- 2002–2006: Dr. Hajdú Lajos (független)[6]
- 2006–2009: Cséti Attila (független)[7]
- 2009–2010: Dr. Hajdu Lajos (független)[8]
- 2010–2014: Dr. Hajdu Lajos (független)[9]
- 2014–2019: Molnár János (független)[10]
- 2019–2024: Molnár János (független)[11]
- 2024– : Hosszu András (független)[1]

A településen 2009. október 4-én időközi polgármester-választást (és képviselő-testületi választást) tartottak, az előző képviselő-testület önfeloszlatása miatt. A hivatalban lévő polgármester nem indult el a választáson.

## Népesség
A település népességének változása:
| Lakosok száma | 1008 | 1026 | 1001 | 1031 | 1081 | 1051 | 1065 |
|               | 2013 | 2014 | 2018 | 2021 | 2022 | 2023 | 2024 |

2001-ben a település lakosságának közel 100%-a magyar nemzetiségűnek vallotta magát.
A 2011-es népszámlálás során a lakosok 83,6%-a magyarnak, 0,5% cigánynak, 1,5% németnek mondta magát (16% nem nyilatkozott; a kettős identitások miatt a végösszeg nagyobb lehet 100%-nál). A vallási megoszlás a következő volt: római katolikus 12,3%, református 35,7%, evangélikus 0,6%, görögkatolikus 0,2%, felekezeten kívüli 30,8% (19,4% nem nyilatkozott).
2022-ben a lakosság 90,5%-a vallotta magát magyarnak, 1,7% németnek, 0,9% románnak, 0,2% bolgárnak, 0,1% örménynek, 0,1% ukránnak, 2,5% egyéb, nem hazai nemzetiségűnek (9,3% nem nyilatkozott; a kettős identitások miatt a végösszeg nagyobb lehet 100%-nál). Vallásuk szerint 34,4% volt református, 10,4% római katolikus, 0,3% görög katolikus, 0,2% ortodox, 0,1% izraelita, 0,5% egyéb keresztény, 1,3% egyéb katolikus, 21,5% felekezeten kívüli (31,4% nem válaszolt).

## Nevezetességek

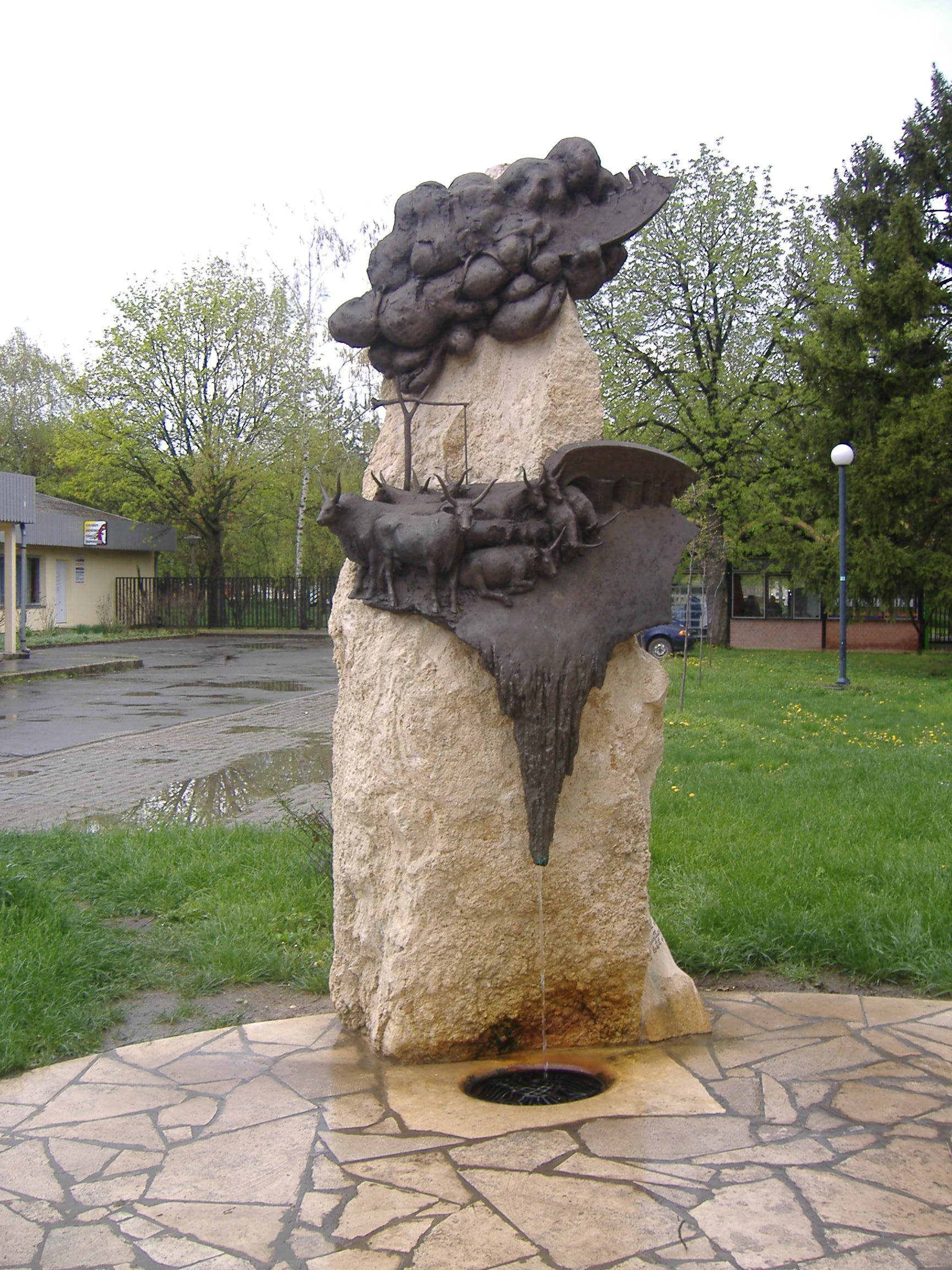
Délibáb díszkút, emlékmű Berekfürdőn

Berekfürdő a Magyar Fürdővárosok Szövetségének tagja.
- Berekfürdői Termál- és Strandfürdő: alkáli-hidrogén-karbonátos, jódos gyógyvizére népszerű termál- és strandfürdő épült, évente 300 000 vendéget vonzva.
- A minden évben megrendezett nemzetközi képzőművészeti tábor anyagából állandó kiállítás látható a Bod László Művelődési Központban.
- A Hortobágyi Nemzeti Park közelsége (2 km) a madarászok kedvelt úticéljává teszi.
- A Szovjet Repülőtér Titkai múzeum, különlegessége az Európában máshol nem látható, szovjet felségjelzésű Mi-24D harci helikopter.[16]

## Testvértelepülések
- Atri, Olaszország (2014)
- Csíkszentkirály, Székelyföld (2006)
- Krasznahorkaváralja, Felvidék (2011)
- Lukácsfalva, Délvidék (2011)
- Tiszapéterfalva, Kárpátalja (2011)
- Zalakomár, Magyarország (2008)
- Zator (Neuenstadt an der Schaue), Lengyelország (2001)